# Pallenis maritima
Pallenis maritima  (лат.) — род травянистых растений семейства Астровые (Asteraceae).
Многолетнее растение или кустарник высотой от 5 до 40 сантиметров. Стебли грубые, волосатые, более или менее прямые, древесные основания часто со многими ветвями. Листья очередные, ланцетно-лопатчатые, до 3 см длиной и 1 см шириной с лохматым волосами. Жёлтые цветы диаметром от 3 до 3,5 мм. Плоды до 1,5 мм в длину.
Цветёт почти круглый год, особенно с весны до конца лета. Размножается семенами или черенками летом.
Вид распространён в Западном и Центральном Средиземноморье, в Греции — на прибрежных скалах, а также в Северной Африке и на Канарских островах. Растёт в скалистых районах вблизи побережья, в лесистой местности на скалистой или песчаной, хорошо дренированной почве, в трещинах, старых зданиях в умеренном или полузасушливых климате. Выдерживает высокий уровень инсоляции, летней засухи и засоленных почв. Умеренно морозостойкое растение.